# Sarotheca rostrata
Sarotheca rostrata là một loài thực vật có hoa trong họ Ô rô. Loài này được (Bertol.) Nees miêu tả khoa học đầu tiên năm 1847.